# Pristimantis turumiquirensis
Pristimantis turumiquirensis är en groddjursart som först beskrevs av Juan A. Rivero 1961.  Pristimantis turumiquirensis ingår i släktet Pristimantis och familjen Strabomantidae. IUCN kategoriserar arten globalt som starkt hotad. Inga underarter finns listade i Catalogue of Life.